# کارول جروم
کارول جروم (به انگلیسی: Carole Jerome) اهل کشور کانادا،  نویسنده، روزنامه‌نگار و خبرنگار شبکه سی‌بی‌سی نیوز و همچنین نامزد سابق صادق قطب‌زاده می باشد. وی یکی از افراد حاضر در هواپیمای ایرباس حامل سید روح‌الله خمینی در مسیر بازگشت به ایران بود.

کارول جروم در استودیوی شبکه سی‌بی‌سی نیوز کانادا با گزارشی مورد سیاست ایران در سال 1980.

او مدتی پس از اعدام صادق قطب‌زاده کتابی به نام “مردی در آینه” نوشت که روایت سرگذشت زندگی او با دوست‌پسرش صادق قطب زاده پیرامون حوادث پس از انقلاب ۱۳۵۷ ایران است. او در بخشی از خاطراتش چنین می گوید:
«صادق می دانست که به سراغش خواهند آمد. به او گفتم: من و دوستانم تو را از کشور خارج خواهیم کرد. اما او جواب داد: نه. این انقلاب کابوسی بود که من برای این ملت رقم زدم. من مقصر هستم. می مانم و با سرنوشتم روبرو می شوم. وقتی که سوار ماشین شد که برود، هرگز نمیدانستم که دیگر او را نخواهم دید. باور نمی کردم که خمینی پسر خود را خواهد کشت.»
جروم در این کتاب ماجرای عشقی خود با قطب‌زاده را اینطور تعریف می‌کند: «در همان نظر اول عاشق قطب‌زاده شدم. او خیلی جذاب و کاریزماتیک بود.»

جلد کتاب “مردی در آینه” نوشته کارول جروم

او اولین تماس خود و قطب زاده را نیز اینگونه توصیف می‌کند: «صدایش به شدت آزار دهنده و نرم بود؛ صدای مردی چرب زبان! هیچ تمایلی برای صحبت با این مرد روغن مار فروش خاورمیانه‌ای نداشتم اما برای کارم ناچار بودم!»
او در مورد دیدگاه قطب‌زاده درباره حکومت چنین می‌گوید: 
قطب زاده یک جمهوری مدرن را متصور بود که بر اساس اصول اخلاقی اسلام هدایت شود و همواره می‌خواست این را اثبات کند که اسلام یک نیروی پیشروی در حال تغییر است. او و بسیاری از افراد انقلابی انتظار داشتند که خمینی یک پیشوای اخلاقی فراگیر باشد، و نه یک رهبر سیاسی مطلق.
و بعد روزی را به خاطر می آورد که هردو فهمیدند این اتفاق نمی‌افتد. 